# Горін Сергій Борисович
Сергій Борисович Горін (рос. Сергей Борисович Горин; 24 квітня 1990, Подивоття, Брянська область, РРФСР — 8 березня 2022, Донецька область, Україна) — російський офіцер, майор ПДВ РФ. Герой Російської Федерації.

## Біографія
В 2007 році завершив навчання в Подивотській середній школі. В 2007/12 роках навчався в Рязанському вищому повітрянодесантному командному училищі, яке закінчив з відзнакою. Після закінчення навчання проходив службу в одній із військових частин Сил спеціальних операцій. Учасник анексії Криму та інтервенції в Сирію, а з 24 лютого 2022 року — вторгнення в Україну. Загинув у бою. 13 березня 2022 року похований в Севському районі.

## Нагороди
- Звання «Герой Російської Федерації» (липень 2022, посмертно) — «за мужність і героїзм, проявлені під час виконання військового обов'язку.»
- Медаль «За відвагу»
- Медаль Суворова
- Медаль Жукова
- Медаль «За військову доблесть» 2-го ступеня
- Медаль «За відзнаку у військовій службі» 3-го ступеня (10 років служби)
- Медаль «За повернення Криму»
- Медаль «Учаснику військової операції в Сирії»